# Max van der Does
Max van der Does (26 mei 1950) is een voormalige Nederlandse atleet, die in de jaren zeventig van de 20e eeuw op drie atletiekonderdelen tot de tien beste atleten van Nederland behoorde. Hij werd eenmaal Nederlands kampioen.   

## Biografie
Het hink-stap-springen was het beste onderdeel van Van der Does, waarop hij vaak NK medailles en één keer een nationale indoortitel behaalde. Op de 110 m horden wist hij enkele malen door te dringen tot een NK-finale, evenals bij het verspringen. Op de 60 m horden veroverde hij ook een viertal malen een NK-medaille. Als junior A evenaarde hij in 1968 samen met Jan Struyk het Nederlands record op de 110 m horden met 14,5 s. Ook werd hij als A-junior in 1969 tweede op de tienkamp. Door matige prestaties op de werpnummers ging hij zich als senior op de drie genoemde onderdelen specialiseren. 
Van der Does was lid van drie atletiekclubs: PAC (als junior), Metro (tot 1976) en AV Fortuna.

## Nederlandse kampioenschappen
Indoor
| Onderdeel          | Jaar |
| ------------------ | ---- |
| hink-stap-springen | 1977 |

## Persoonlijk record
| Onderdeel          | Prestatie | Datum       | Plaats    |
| ------------------ | --------- | ----------- | --------- |
| hink-stap-springen | 14,66 m   | 27 mei 1973 | Amsterdam |

## Palmares

### 60 m horden
- 1971:  NK indoor – 8,4 s
- 1973: 5e NK indoor - 8,4 s
- 1975: 4e NK indoor - 7,0 s
- 1976:  NK indoor - 8,2 s
- 1977:  NK indoor - 8,3 s
- 1978:  NK indoor - 8,2 s
- 1979: 6e NK indoor - 8,66 s

### 110 m horden
- 1970: 4e NK – 15,4 s
- 1971: 6e NK – 15,2 s
- 1973: 4e NK – 16,0 s

### verspringen
- 1973: 6e NK indoor - 6,90 m
- 1975: 7e NK indoor - 6,58 m

### hink-stap-springen
- 1970: 4e NK indoor - 13,83 m
- 1970:  NK – 13,84 m
- 1971:  NK – 13,98 m
- 1972:  NK indoor - 13,90 m
- 1972:  NK – 14,42 m
- 1973:  NK indoor - 14,41 m
- 1973:  NK – 14,29 m
- 1975:  NK indoor - 14,63 m
- 1976:  NK indoor - 14,65 m
- 1976:  NK – 14,55 m
- 1977:  NK indoor - 14,56 m
- 1977:  NK – 14,46 m
- 1978:  NK indoor - 14,56 m
- 1979: 4e NK indoor - 14,12 m